# Saint-Vital (circonscription électorale)
Pour les articles homonymes, voir Saint-Vital.
Circonscription électorale provinciale du Canada
Saint-Vital (St. Vital en anglais) est une circonscription électorale provinciale du Manitoba (Canada). Cette circonscription du sud-est de Winnipeg a été représentée à l'Assemblée législative de 1870 à 1879 et depuis 1958.
Les circonscriptions limitrophes sont Saint-Boniface et Fort Rouge au nord, Southdale et Lagimodière à l'est, Riel au sud et Fort Garry à l'ouest.

## Liste des députés

### 1870 - 1879
| St. James | St. James        | St. James                   | St. James   | St. James   | St. James |
| Nom       | Nom              | Parti                       | Mandat      | Législature |           |
| --------- | ---------------- | --------------------------- | ----------- | ----------- | --------- |
|           | André Beauchemin | Gouvernement/Parti français | 1870 - 1874 | 1re         |           |
|           | Joseph Lemay     | Gouvernement/Parti français | 1874 - 1878 | 2e          |           |
|           | Maxime Goulet    | Gouvernement/Parti français | 1878 - 1878 | 3e          |           |
|           | Maxime Goulet    | Opposition/Parti français   | 1878 - 1879 | 3e          |           |

### Depuis 1958
| Saint-Vital | Saint-Vital    | Saint-Vital               | Saint-Vital    | Saint-Vital | Saint-Vital |
| Nom         | Nom            | Parti                     | Mandat         | Législature |             |
| ----------- | -------------- | ------------------------- | -------------- | ----------- | ----------- |
|             | Fred Groves    | Progressiste-conservateur | 1958 - 1959    | 25e         |             |
|             | Fred Groves    | Progressiste-conservateur | 1959 - 1962    | 26e         |             |
|             | Fred Groves    | Progressiste-conservateur | 1962 - 1966    | 27e         |             |
|             | Donald Craik   | Progressiste-conservateur | 1966 - 1969    | 28e         |             |
|             | Jack Hardy     | Progressiste-conservateur | 1969 - 1971    | 29e         |             |
|             | Jim Walding    | Néo-démocrate             | 1971 - 1973    | 29e         |             |
|             | Jim Walding    | Néo-démocrate             | 1973 - 1977    | 30e         |             |
|             | Jim Walding    | Néo-démocrate             | 1977 - 1981    | 31e         |             |
|             | Jim Walding    | Néo-démocrate             | 1981 - 1986    | 32e         |             |
|             | Jim Walding    | Néo-démocrate             | 1986 - 1988    | 33e         |             |
|             | Bob Rose       | Libéral                   | 1988 - 1990    | 34e         |             |
|             | Shirley Render | Progressiste-conservateur | 1990 - 1995    | 35e         |             |
|             | Shirley Render | Progressiste-conservateur | 1995 - 1999    | 36e         |             |
|             | Nancy Allan    | Néo-démocrate             | 1999 - 2003    | 37e         |             |
|             | Nancy Allan    | Néo-démocrate             | 2003 - 2007    | 38e         |             |
|             | Nancy Allan    | Néo-démocrate             | 2007 - 2011    | 39e         |             |
|             | Nancy Allan    | Néo-démocrate             | 2011 - 2016    | 40e         |             |
|             | Colleen Mayer  | Progressiste-conservateur | 2016 - 2019    | 41e         |             |
|             | Jamie Moses    | Néo-démocrate             | 2019 - 2023    | 42e         |             |
|             | Jamie Moses    | Néo-démocrate             | 2023 - présent | 43e         |             |